# La noia xinesa
La noia xinesa (títol original: China Girl) és una pel·lícula estatunidenca dirigida per Abel Ferrara, estrenada l'any 1987. És una adaptació de Romeu i Julieta a Nova York en els anys 80 al si de les comunitats de Little Italy i de Chinatown
Ha estat doblada al català

## Argument
En els anys vuitanta a Nova York hi ha dos barris que des de fa anys lluiten per la supremacia: Little Italy i Chinatown. Atès que els traficants i comerciants xinesos han ficat la mà en clubs, restaurants i hotels d'Abruzzo i Sicília, els italians responen amb armes, combats de boxa i baralles pels carrers bruts. La història té lloc al carrer Canal, zona limítrofa entre els territoris de les dues superpotències. Tony, el jove pizzer italià de l'Abruzzo és un tipus molt diferent dels seus companys, ja que mentre que no saben res més que fer la guerra, ell pensa en una manera de trobar la pau i tranquil·litat entre les dues faccions. A més, el jove també està a la recerca de l'amor veritable i el troba una nit a la discoteca. Tony coneix la bella i seductora Tyan, germana d'un cap dels gangsters xinesos. Els dos estan fets l'un per l'altre i explota immediatament l'amor. Però el germà de Tyan és un home que odia profundament els italians i quan descobreix la seva relació tracta d'eliminar a Tony. Però el jove italià té gambé un germà protector que defensa, topant amb el seu rival. Fins i tot els caps de Chinatown i Little Italy arriben a conèixer l'amor entre Tony i Tyan i tracten de separar-los en tots els sentits, de manera que fins i tot els amants sentin l'agulló del sofriment. De fet, després del descobriment del seu compromís alguns amics propers moren a causa d'ells, i després els dos estan planejant fugir de la zona per estar en pau d'una vegada per totes. No obstant això, un tiroteig entre els capitostos de dos districtes de Nova York els mata a tots dos.

## Repartiment
- Richard Panebianco: Tony Monte
- Sari Chang: Tye
- James Russo: Alby
- David Caruso: Mercury
- Russell Wong: Yung Gan
- Joey Chin: Tsu Shin
- Judith Malina: Mrs. Puja
- James Hong: Gung Tu
- Robert Miano: Enrico Perito
- Paul Hipp: Nino
- Doreen Chan: Gau Shing
- Randy Sabusawa: Ma Fan
- Keenan Leung: Ying Tz
- Lum Chang Pan: Da Shan
- Sammy Lee: Mohawk